# 다이하드: 굿 데이 투 다이
《다이하드: 굿 데이 투 다이》(영어: A Good Day to Die Hard)는 2013년에 개봉한 미국의 액션 영화로, 다이하드 시리즈의 다섯 번째 작품이다. 존 무어 감독이 연출하고 스킵 우즈가 각본을 맡으며 존 맥클레인을 맡은 브루스 윌리스가 주연했다. 기본 줄거리는 맥클레인 형사가 관계가 소원하던 아들'잭'을 만나기 위해 러시아가 가지만 테러 음모에 휘말리게 되면서 벌어지는 작품이다. 존 무어가 감독으로 발표되었을 때,
촬영이 주로 헝가리의 부다페스트에서 진행되어 2012년 4월에 돌입하였다.
2013년 3월 1일에 로스엔젤레스에서 20세기 폭스에서 다이 하드시리즈 25주년을 맞이하여 기념 벽화 제막식 및 행사가 열렸고 시리즈 최초
로 돌비 애트모스 포맷으로 사운드 믹싱 작업을 거쳤고 아이맥스로도 개봉하였다. 그러나 결국 저조한 평가와 리뷰들로 이어졌지만 그럼에도 불구하고
세계적으로 제작비의 3배가 넘는 수익을 벌여 기대에 못 미치는 결과로 끝났다.

## 줄거리
러시아의 부패 정치인 빅토르 차가린은 자신의 부패를 고발할 증거를 쥐고 있는 옛 동료 유리 코마로프를 구금하고 협박한다. 미국의 CIA 요원 잭 맥클레인은 코마로프를 빼내는 임무를 맡고, 차가린의 수하를 사살하고 수감되어 코마로프에게 접근한다. 한편, 이 소식을 들은 잭의 아버지 잭 맥클레인 형사는 소원하게 지내던 아들이 체포되었다는 소식을 듣고 모스크바로 향한다. 존이 코마로프와 잭의 재판이 열리는 법원에 도착했을 때, 차가린의 부하 알리크 일당이 법원을 폭파한다. 잭은 코마로프를 데리고 탈출하다가 존과 마주친다. 그러나 몇 년간 연락도 않던 아버지에 반감을 갖고 있던 잭은 존을 뿌리치고 도주하고, 이에 존과 알리크 일당이 뒤섞여 모스크바 시내에서 추격전이 벌어진다. 존의 도움으로 잭과 코마로프는 도주에 성공한다.
안전가옥에 도착한 일행은 잭의 동료인 콜린스 요원과 만난다. 코마로프는 콜린스에게, 증거가 담긴 파일은 체르노빌 원자력 발전소에, 열쇠는 시내의 호텔에 숨겼다고 답한다. 그리고 딸 이리나를 데리고 가겠다는 조건을 건다. 콜린스는 곧 들이닥친 알리크 일당에게 저격당하지만, 존과 잭의 활약으로 일행은 도주하여 호텔로 간다. 호텔에서 코마로프는 이리나와 만나고 열쇠를 손에 넣는다. 그러나 이리나는 갑자기 아버지를 인질로 잡고, 알리크 일당에게 매수되었다고 밝힌다. 코마로프는 붙잡혀 이송되고 알리크는 헬기를 타고 호텔을 포격한다. 잭과 존은 창문을 통해 간신히 탈출하여 생존한다.
그 날 밤, 존과 잭은 마피아의 차를 훔쳐 체르노빌로 향한다. 그들보다 앞서 알리크 일당이 코마로프와 이리나를 데리고 발전소 창고에 도착한다. 그러나 창고에는 파일 대신 무기용 우라늄이 가득했다. 어리둥절한 알리크를 코마로프가 살해한다. 코마로프는 본래 창고에 보관된 우라늄을 팔아 부를 얻을 계획이었고 이를 위해 창고에 증거를 숨겼다며 차가린을 속여 이용한 것이었다. 차가린은 이미 매수된 안마사를 시켜 차가린을 살해하고, 사실 아버지의 계획에 동참하고 있었던 이리나를 시켜 우라늄을 헬기에 싣기 시작한다.
그 때 창고에 도착한 온 존과 잭이 코마로프의 음모를 알게 된다. 잭에게 추궁당하던 코마로프는 이리나의 도움으로 건물 옥상으로 도주한다. 하지만 뒤쫓아온 존이 헬기에 몰래 올라타서, 헬기에 트럭을 매달아 균형을 잃게 만든다. 코마로프는 헬기 프로펠러에 갈려나가는 최후를 맞이한다. 이에 이리나가 복수를 위해 헬기를 건물에 돌진시켜 자살 공격을 감행한다. 그러나 존과 잭은 건물 아래 수영장으로 탈출하여 생존하고, 헬기는 추락하여 폭발한다.
힘을 합쳐 사건을 해결한 부자는 서로간의 신뢰를 회복하고, 미국으로 귀국하여 잭의 누나 루시와 재회한다.

## 출연진
- 브루스 윌리스 - 존 맥클레인 역. 경찰관이자 형사로, 휴가로 러시아로 아들인 존 맥클레인 주니어를 만나러 간다.
- 자이 코트니 - 존 "잭" 맥클레인 주니어 역. 아버지 존 맥클레인과 함께 코마로프의 파일에 대한 임무로 CIA요원이자 외아들.
- 제바스티안 코흐 - 유리 코마로프 역. 정치범이자 고발 파일을 소유하고 있는 영화의 악역.
- 율리아 스니기르 - 이리나 코마로바 역. 유리의 딸이다.
- 메리 엘리자베스 윈스티드 - 루시 맥클레인 역. 존 맥클레인의 딸이자 잭의 누나이다.
- 콜 하우저 - 마이크 콜린스 역. CIA 요원이자 잭의 파트너이다.
- 아모리 놀라스코 - 머피 형사 역. 뉴욕 형사이자 존의 친구이다.
- 세르게이 콜레스니코프 - 빅토르 차가린 역. 러시아의 부패한 고위이다.
- 라디보예 부크비치 - 알리크 역. 차가린의 주요 하수인이다.
- 앨디스 호지 - 폭시 중위 역.
- 메걸린 에치쿤워케 - 리포터 역.
- 로만 루크나르 - 안톤 역. 처음에 잭에 의해 살해되는 차가린의 하수인이다.
- 앤 비알리치나
- 니콜렛 바라바스 - 안나 페트로바 역
- 마이크 도퍼드 - 웩슬러 역
- 리코 시모니니 - 대령 역
- 패트릭 스튜어트
- 아틸라 아르파 - 러시아 마피아 멤버 역
- 스콧 마이클 캠벨 - 캠프벨 드레포드 역
- 이반 카마라스
- 멜리사 탕 - 루카스 역
- 미샤 부가에브